# ميجان إدواردز
ميجان إدواردز (بالإنجليزية: Megan Edwards)‏ هي كاتِبة أمريكية، ولدت في 17 ديسمبر 1952.